# Стрела провеса
Стрела провеса — вертикальное расстояние между низшей/высшей точкой продольного элемента (провода, балки, моста) и прямой, соединяющей точки его крепления на опорах. Если точка ниже прямой — стрела провеса положительная, если выше — отрицательная. Отрицательной может быть, например, стрела провеса провода, подвешенного к несущему тросу (в цепной контактной подвеске электротранспорта).
Стрела провеса — важнейший параметр воздушных линий электропередач, так как от него зависит выдерживание габарита провода, гарантирующего надёжность и безопасность работы ЛЭП. Воздушные линии проектируются с учётом колебаний длины проводов при изменении температуры, дабы при минимально возможной температуре воздуха в данной местности не происходило разрыва проводов, при максимально возможной — не нарушался из-за провеса габарит провода. На электротранспорте, где важно минимальное значение колебаний высоты провода (для качественного токосъёма, особенно на высоких скоростях, когда масса токоприёмника препятствует его точному следованию по профилю провода), провес провода выдерживается грузами-компенсаторами.
Для определения стрелы провеса провода, сначала измеряют высоту подвеса провода на опоре, после наименьшие расстояние от земли до провода и вычисляют их разницу.
Допустимая погрешность измерений ПОВЭ, не превышает 4%, при высоте объектов до 50 метров.